# Championnat d'Europe 2010 de football américain
Navigation
2005 2014
Le Championnat d'Europe 2010 de football américain (en anglais, 2010 EFAF European Championship) est la 12e édition du Championnat d'Europe de football américain. Il s'agit d'une compétition continentale de football américain mettant aux prises les sélections nationales européennes affiliées à l'EFAF.
Le tournoi final a lieu en Allemagne à Francfort, Wetzlar et Wiesbaden du 24 juillet 2010 au 31 juillet 2010.
Le format de ce championnat est un format de qualifications et non plus un format de groupes avec montées et descentes comme auparavant.
C'est l'équipe d'Allemagne qui remporte la compétition pour la deuxième fois de son histoire (l'équipe de Suède était la tenante du titre).

## Qualifications groupe C en 2007
| Date                    | Gagnant  | Score   | Perdant  |
| ----------------------- | -------- | ------- | -------- |
| 12 août                 | Autriche | 59 - 03 | Serbie   |
| 14 août                 | Suisse   | 40 - 08 | Pays-Bas |
| 14 août                 | Serbie   | 14 - 06 | Norvège  |
| 16 août                 | Autriche | 35 - 07 | Suisse   |
| 16 août                 | Norvège  | 27 - 0  | Pays-Bas |
| Finale 3e et 4e places  |          |         |          |
| 18 août                 | Suisse   | 32 - 19 | Serbie   |
| Finale 1re et 2e places |          |         |          |
| 18 août                 | Autriche | 41 - 08 | Norvège  |

| N° | Équipe   | Bilan     | Points  |
| -- | -------- | --------- | ------- |
| 1  | Autriche | 2 - 0 - 0 | 94 - 10 |
| 2  | Norvège  | 1 - 0 - 1 | 94 - 10 |
| 3  | Suisse   | 1 - 0 - 1 | 47 - 43 |
| 4  | Serbie   | 1 - 0 - 1 | 17 - 65 |
| 5  | Pays-Bas | 0 - 0 - 2 | 08 - 67 |

## Qualifications groupe B en 2009
| Date                    | Gagnant            | Score   | Perdant            |
| ----------------------- | ------------------ | ------- | ------------------ |
| 16 août                 | Italie             | 42 - 07 | Espagne            |
| 18 août                 | République Tchèque | 30 - 15 | Danemark           |
| 18 août                 | Autriche           | 34 - 03 | Italie             |
| 20 août                 | Danemark           | 34 - 0  | République Tchèque |
| 20 août                 | Autriche           | 70 - 0  | Espagne            |
| Finale 3e et 4e places  |                    |         |                    |
| 22 août                 | Italie             | 27 - 17 | République Tchèque |
| Finale 1re et 2e places |                    |         |                    |
| 22 août                 | Autriche           | 42 - 0  | Danemark           |

| N° | Équipe             | Bilan     | Points    |
| -- | ------------------ | --------- | --------- |
| 1  | Autriche           | 2 - 0 - 0 | 104 - 03  |
| 2  | Danemark           | 1 - 0 - 1 | 049 - 030 |
| 3  | Italie             | 1 - 0 - 1 | 045 - 041 |
| 4  | République Tchèque | 1 - 0 - 1 | 030 - 049 |
| 5  | Espagne            | 0 - 0 - 2 | 07 - 112  |

## Tournoi final groupe A en 2010
| Poule A : - Allemagne - Autriche - Finlande | Poule B : - France - Suède - Grande-Bretagne |

| Date                    | Lieu      | Gagnant   | Score   | Perdant         |
| ----------------------- | --------- | --------- | ------- | --------------- |
| 24 juillet              | Francfort | Allemagne | 22 - 20 | Autriche        |
| 25 juillet              | Wetzlar   | France    | 14 - 07 | Suède           |
| 27 juillet              | Wetzlar   | France    | 50 - 0  | Grande-Bretagne |
| 27 juillet              | Wetzlar   | Autriche  | 30 - 07 | Finlande        |
| 29 juillet              | Wiesbaden | Suède     | 14 - 02 | Grande-Bretagne |
| 29 juillet              | Wiesbaden | Allemagne | 23 - 04 | Finlande        |
| Finale 5e et 6e places  |           |           |         |                 |
| 31 juillet              | Francfort | Finlande  | 32 - 0  | Grande-Bretagne |
| Finale 3e et 4e places  |           |           |         |                 |
| 31 juillet              | Francfort | Autriche  | 30 - 0  | Suède           |
| Finale 1re et 2e places |           |           |         |                 |
| 31 juillet              | Francfort | Allemagne | 47 - 07 | France          |

| N° | Équipe          |
| -- | --------------- |
| 1  | Allemagne       |
| 2  | France          |
| 3  | Autriche        |
| 4  | Suède           |
| 5  | Finlande        |
| 6  | Grande-Bretagne |